# 氷河特急 (吹奏楽曲)
氷河特急（ひょうがとっきゅう Glacier Express）は、高橋伸哉作曲の吹奏楽曲である。

## 概略
2000年6月に新八王子ウィンドオーケストラ第4回定期演奏会にて作曲者自身の指揮により初演。「第5回 響宴」でも取り上げられ、注目を集めた（演奏は埼玉県立伊奈学園総合高等学校）。
この曲はスイスアルプスを走っている観光列車の氷河特急を元にしており、様々な情景が描かれている。事故のあった2010年では、意図的ではないが、多くの団体が吹奏楽コンクールの自由曲に取り上げた。
楽譜はブレーンから出版（レンタル譜）。最低25人から演奏可能な小編成の楽譜だが、作曲者のホームページにはオプション楽器の追加の方法が載っている。

## 編成
| 木管 | 木管                       | 金管 | 金管 | 弦・打 | 弦・打                                            |
| ---- | -------------------------- | ---- | ---- | ------ | ------------------------------------------------- |
| Fl.  | 2, Picc. (Fl.持ち替えあり) | Tp.  | 3    | Cb.    |                                                   |
| Ob.  |                            | Hr.  | 2    | Timp.  | ●                                                 |
| Fg.  |                            | Tbn. | 3    | 他     | S.D., B.D., S.C., Cym., Tri., Glock., Tamb., W.C. |
| Cl.  | 3, Bass                    | Eup. | ●    | 他     | S.D., B.D., S.C., Cym., Tri., Glock., Tamb., W.C. |
| Sax. | Alt. 2 Ten. 1 Bar. 1       | Tub. | ●    | 他     | S.D., B.D., S.C., Cym., Tri., Glock., Tamb., W.C. |